# Blondes Have More Fun
Blondes Have More Fun — девятый студийный альбом Рода Стюарта, выпущенный Warner Bros. Records 24 ноября 1978 года. Полный заголовок (с многоточием) на обложке винилового релиза выглядел так: Blondes Have More Fun… or Do They?.
10 февраля 1979 года альбом возглавил Billboard Top LPs & Tape и оставался на первом месте до 2 марта. Сингл «Da Ya Think I’m Sexy?» поднимался до первой строчки чартов Billboard Hot 100, UK Singles Chart, а также был в топе чартов Австралии. Вторым синглом вышел «Ain’t Love a Bitch» (#11 UK, #5 US).

## Критика
Рецензент портала AllMusic поставил альбому оценку в три звезды из пяти, назвав его при этом «дрянным и одноразовым, наполненным дешёвыми вставками и двусмысленными фразами». По его словам, «Da Ya Think I’m Sexy» спустя десятилетия считается одним из лучших образцов смешения рока и диско.

## Список композиций
| №  | Название                    | Автор(ы)                   | Длительность |
| -- | --------------------------- | -------------------------- | ------------ |
| 1. | «Da Ya Think I’m Sexy?»     | Род Стюарт, Кармайн Аппис  | 5:28         |
| 2. | «Dirty Weekend»             | Род Стюарт, Гари Грейнджер | 2:34         |
| 3. | «Ain’t Love a Bitch»        | Род Стюарт, Гари Грейнджер | 4:36         |
| 4. | «The Best Days of My Life»  | Род Стюарт, Джим Криган    | 4:20         |
| 5. | «Is That The Thanks I Get?» | Род Стюарт, Джим Криган    | 4:29         |

| №                   | Название                          | Автор(ы)                                    | Длительность |
| ------------------- | --------------------------------- | ------------------------------------------- | ------------ |
| 1.                  | «Attractive Female Wanted»        | Род Стюарт, Гари Грейнджер                  | 4:14         |
| 2.                  | «Blondes (Have More Fun)»         | Род Стюарт, Джим Криган                     | 3:40         |
| 3.                  | «Last Summer»                     | Род Стюарт, Джим Криган                     | 4:00         |
| 4.                  | «Standing in the Shadows of Love» | Ламонт Дозьер, Эдди Холланд, Брайан Холланд | 4:24         |
| 5.                  | «Scarred and Scared»              | Род Стюарт, Гари Грейнджер                  | 4:50         |
| Общая длительность: | Общая длительность:               | Общая длительность:                         | 42:35        |

## Участники записи
Список составлен по сведениям базы данных Discogs.

| Rod Stewart Band: - Род Стюарт — вокал - Гэри Грейнджер — гитара - Билли Пик — гитара - Джим Креган — гитара, бэк-вокал - Фил Чен — бас-гитара, бэк-вокал - Кармайн Аппис — ударные, бэк-вокал Приглашённые музыканты: - Фред Такетт — акустические гитары - Ники Хопкинс — фортепиано - Дуэйн Хитчингс — клавишные, синтезатор - Роджер Бетхелми — ударные - Паулинью да Кошта — перкуссия - Томми Виг — перкуссия - Гэри Хербиг — флейта - Фил Кензи — тенор-саксофон - Том Скотт — тенор-саксофон | Приглашённые музыканты: - Стив Мадайо — труба - Майк Финниган — бэк-вокал - Макс Карл Гроненталь — бэк-вокал - Линда Льюис — бэк-вокал - Кэтрин Эллисон — фортепиано, бэк-вокал - Дель Ньюмен — аранжировки струнных инструментов Технический персонал: - Том Дауд — музыкальный продюсер, инженер сведе́ния - Энди Джонс — звукорежиссёр, инженер сведе́ния - Джордж Тутко — ассистент звукорежиссёра - Дэвид Гертс — ассистент звукорежиссёра - Арун Чакраверти — мастеринг-инженер - Ник Уэбб — мастеринг-инженер - Джон Кабалка — арт-директор - Клод Мужен — фотограф - Майкл Манукян — разработчик логотипа |

## Позиции в хит-парадах
| Хит-парад (1978—1979)               | Высшая позиция | Пребывание в чарте |
| ----------------------------------- | -------------- | ------------------ |
| Австралия (Kent Music Report)       | 1              | нет данных         |
| Австрия (Ö3 Austria)                | 10             | 12 недель          |
| Великобритания (UK Albums Chart)    | 3              | 31 неделя          |
| Италия (Musica e dischi)            | 4              | 32 недели          |
| Канада (RPM Albums Chart)           | 1              | 29 недель          |
| Нидерланды (Album Top 100)          | 3              | 20 недель          |
| Новая Зеландия (RMNZ)               | 1              | 28 недель          |
| Норвегия (VG-lista)                 | 2              | 26 недель          |
| США (Billboard Top LP’s & Tape)     | 1              | 37 недель          |
| Финляндия (Suomen virallinen lista) | 4              | 26 недель          |
| ФРГ (Offizielle Top 100)            | 9              | 23 недели          |
| Швеция (Sverigetopplistan)          | 1              | 19 недель          |

| Хит-парад (1979)                   | Позиция |
| ---------------------------------- | ------- |
| Канада (RPM Year-End)              | 10      |
| Новая Зеландия (RMNZ)              | 9       |
| США (Billboard Top 100 Pop Albums) | 10      |
| ФРГ (Jahrescharts Deutschland)     | 48      |

## Сертификации
| Регион | Сертификация  | Продажи    |
| --- | ------------- | ---------- |
| Австралия (ARIA) | 2× Платиновый | 140 000^   |
| Великобритания (BPI) | Платиновый    | 600 000    |
| Германия (BVMI) | Золотой       | 250 000^   |
| Гонконг (IFPI Hong Kong)                                                                                                 | Платиновый    | 20 000*    |
| Новая Зеландия (RMNZ) | Платиновый    | 15 000^    |
| США (RIAA) | 3× Платиновый | 3 000 000^ |
| Франция (SNEP) | 2× Золотой    | 200 000*   |
| Швеция | —             | 200 000    |
| Итого |               |            |
| Мир | —             | 10 000 000 |
| * Данные о продажах приведены только на основе сертификации. ^ Данные о тиражах приведены только на основе сертификации. |               |            |